# Ernest Alexandre Dominique d’Arenberg
Ernest Alexandre Dominique d’Arenberg (dt. Ernst Alexander Dominicus von Arenberg; * 26. Dezember 1643; † 3. Juni 1686 in Pamplona) war der 9. neunte Fürst von Chimay. Er stand in spanischen Diensten und war unter anderem Gouverneur des Herzogtums Luxemburg und Vizekönig von Navarra.

## Leben
Er war der Sohn von Philippe de Ligne Arenberg, Fürst von Chimay und früher Gouverneur des Herzogtums Luxemburg. Die Mutter war Theodora Maximilienne van Gaveren Herimez. Nach dem Tod des Vaters trug er den Titel de Ligne, duc d’Arenberg, prince de Chimay, comte de Beaumont et de Frezin, baron de Hallwyn et de Commines, seigneur d’Avesnes, pair de Hainault. Von seinem Großonkel und Paten Ernst von Isenburg-Grenzau erbte er dessen gesamten Allodialbesitz. Mit dem Kurfürsten von Trier kam es hinsichtlich der Herrschaft Arenfels zu einem Vergleich. Mit Kurköln dagegen kam es um die kölnischen Pfandschaften Linz, Neuerburg und Altenwied zu einem langen Rechtsstreit. 
Er stand wie sein Vater im Dienst der Spanier in den Spanischen Niederlanden und war von 1680 bis 1684 Gouverneur und Generalkapitän des Herzogtums Luxemburg und der Grafschaft Chiny. Seit 1675 war er auch Ritter des Ordens vom Goldenen Vlies. Im selben Jahr heiratete er in Madrid Maria de Cardenas, ein Hoffräulein der spanischen Königin. Die Ehe blieb kinderlos. 
Als Gouverneur von Luxemburg leitete er die Verteidigung der Stadt gegen verschiedene Versuche Ludwigs XIV. diese einzunehmen. Während der Belagerung von 1684 konnte er die Stadt gegen eine Übermacht einige Monate halten, sah sich aber schließlich zur Kapitulation gezwungen. Mit den Resten seiner Truppen verließ er die Stadt. Zuletzt war er Vizekönig des spanischen Teils von Navarra. 
Da er ohne Erben starb, ging der Besitz an die Nachkommen seiner Tante Anna Katharina de Ligne über. Durch ihren Mann kam Chimay an das Haus d’Henin-Lietard.